# Refrangibilidad
La refrangibilidad es la propiedad de desviarse de los rayos luminosos, acercándose o alejándose de la normal al incidir oblicuamente sobre la superficie de separación de dos medios y pasar de uno de ellos, ópticamente más denso, a otro menos denso, o viceversa.
El hecho de ser diferente la refrangibilidad que corresponde a las diferentes radiaciones, da lugar al fenómeno de la dispersión, cuando un haz incidente de luz blanca atraviesa un prisma y origina la formación del espectro.